# Храм Калабша
Храм Калабша (также Храм Мандулиса) — древний египетский храм, который был первоначально расположен в Баб эль-Калабша (Ворота Калабша) приблизительно в 50 километрах к югу от Асуана.
Храм Калабша находился на западном берегу реки Нил в Нубии и был первоначально построен приблизительно в 30 до н. э во время раннего периода римского владычества над Египтом. Хотя храм был построен в правление Октавиана Августа, он никогда не был закончен. Храм был построен в честь Мандулиса (нубийский бог солнца) по типу храмов Аменхотепа II. Храм был длиной 76 метров и шириной 22 метра. Несмотря на то, что храм строился в римский период, его стиль выдержан в древнеегипетском тоне. На стенах храма Калабши есть несколько исторических надписей, таких как надпись наместника Египта Аврелия Безариона, вырезанная в 250 году, запрещающаяся появляться свиньям в храме.
Когда христианство было введено в Египте, храм использовался как церковь.
При помощи Германии храм Калабша был перенесен вместе с другими достопримечательностями во время строительства Асуанской плотины, чтобы защитить его от подъема уровня воды на озере Насер. Храм был перенесен на новое место, расположенное к югу от Асуанской плотины. Процесс переноса храма занял более двух лет. Храм Калабша сегодня «считается одним из лучших примеров египетской архитектуры в Нубии».

## Галерея
- Храм Калабша
- Рельеф Августа в храме
- Нубийский бог Мандулис в храме
- Калабша (деталь)
- Барельеф на стене храма
- Барельеф с изображением древних богов на стене храма
- Храм Калабша, основной пилон
- Остатки древних скульптур недалеко от храма